# Oğulcan
Oğulcan ist ein türkischer männlicher Vorname türkischer und persischer Herkunft, gebildet aus den Elementen oğul (türk.: Sohn) und can (pers.: die Seele, das Leben), mit der Bedeutung „ein sehr liebenswertes Kind“.

## Namensträger
- Oğulcan Çağlayan (* 1996), türkischer Fußballspieler
- Oğulcan Gökçe (* 1992), türkischer Fußballspieler